# 캐나다 야구 국가대표팀
캐나다 야구 국가대표팀은 캐나다를 대표하는 야구 국가대표팀이다.